# Ardisia lauterbachii
Ardisia lauterbachii är en viveväxtart som beskrevs av Herman Otto Sleumer. Ardisia lauterbachii ingår i släktet Ardisia och familjen viveväxter. Inga underarter finns listade i Catalogue of Life.